# Stella Benson
Stella Benson, pseudonimo di Ralph Beaumont Benson (Easthope, 6 gennaio 1892 – Hạ Long, 7 dicembre 1933), è stata una scrittrice britannica.

## Biografia
Nata nello Shropshire in una famiglia appartente alla landed gentry, trascorse un'infanzia segnata dalla malattia e dai continui traslochi. Passò infatti i suoi primi anni viaggiando con la famiglia tra l'Inghilterra, la Svizzera e la Germania. Nel 1915 pubblicò il suo primo romanzo, I Pose, basato sull'esperienza vissuta nelle Indie occidentali l'inverno precedente. Tornata a Londra, si unì alle suffragette e durante la Grande Guerra si occupò dell'assistenza agli indigenti con la Charity Organization Society; queste esperrienze confluirono nel suo secondo e terzo libro, This Is the End (1917) e il romanzo fantasy Living Alone (1919).
Nel 1918 pubblicò la sua prima silloge, Twenty, e si trasferì negli Stati Uniti. Qui viaggiò tra New York, la Pennsylvania, il New Hampshire e Chicago, entrando in contatto con Harriet Monroe. Dopo essere giunta a San Francisco si unì a una comunità bohémienne che annoverava anche Albert Bender, Anne Bremer, Witter Bynner, Sara Bard Field e Charles Erskine Scott Wood. In questo periodo lavorò come tutor all'Università della California e come editor con l'University of California Press; narrò le sue esperienze californiane nel romanzo The Poor Man (1922).
Nel 1920 si trasferì in Cina, dove conobbe l'anglo-irlandese James O'Gorman Anderson (futuro padre di Benedict e Perry Anderson), con cui convolò a nozze a Londra nel 1921. I due trascorsero la luna di miele viaggiando negli Stati Uniti su una Ford, un'esperienza che la Benson romanzò in The Little World (1925). Gli anni Venti la videro impegnata in un'intensa attività letteraria che sfociò nella pubblicazione dei romanzi Pipers and Dancers (1924) e Goodbye, Stranger (1926), della raccolta di saggi Worlds Within Worlds e della novella The Man Who Missed the Bus, entrambi nel 1928. Nel 1930 pubblicò negli Stati Uniti il suo romanzo più celebre, The Far-Away Bride, edito in Gran Bretagna l'anno successivo con il titolo Tobi Transplanted. L'opera le valse il Prix Femina per la migliore scrittrice inglese nel 1932. Nel 1931 ricevette la Benson Medal per i meriti letterari.
Morì di polmonite durante un viaggio in Vietnam nel 1933 all'età di 41 anni.

## Opere tradotte in italiano
- Nessuna tempesta incresperà il mio mare [This is the End], traduzione di Cristina Cigognini, 8ttoedizioni, 1917, ISBN 978-88-31263-46-7.